# Discocactus bahiensis
Discocactus bahiensis är en kaktusväxtart som beskrevs av Nathaniel Lord Britton och Joseph Nelson Rose. Discocactus bahiensis ingår i släktet Discocactus och familjen kaktusväxter. Inga underarter finns listade i Catalogue of Life.

## Bildgalleri

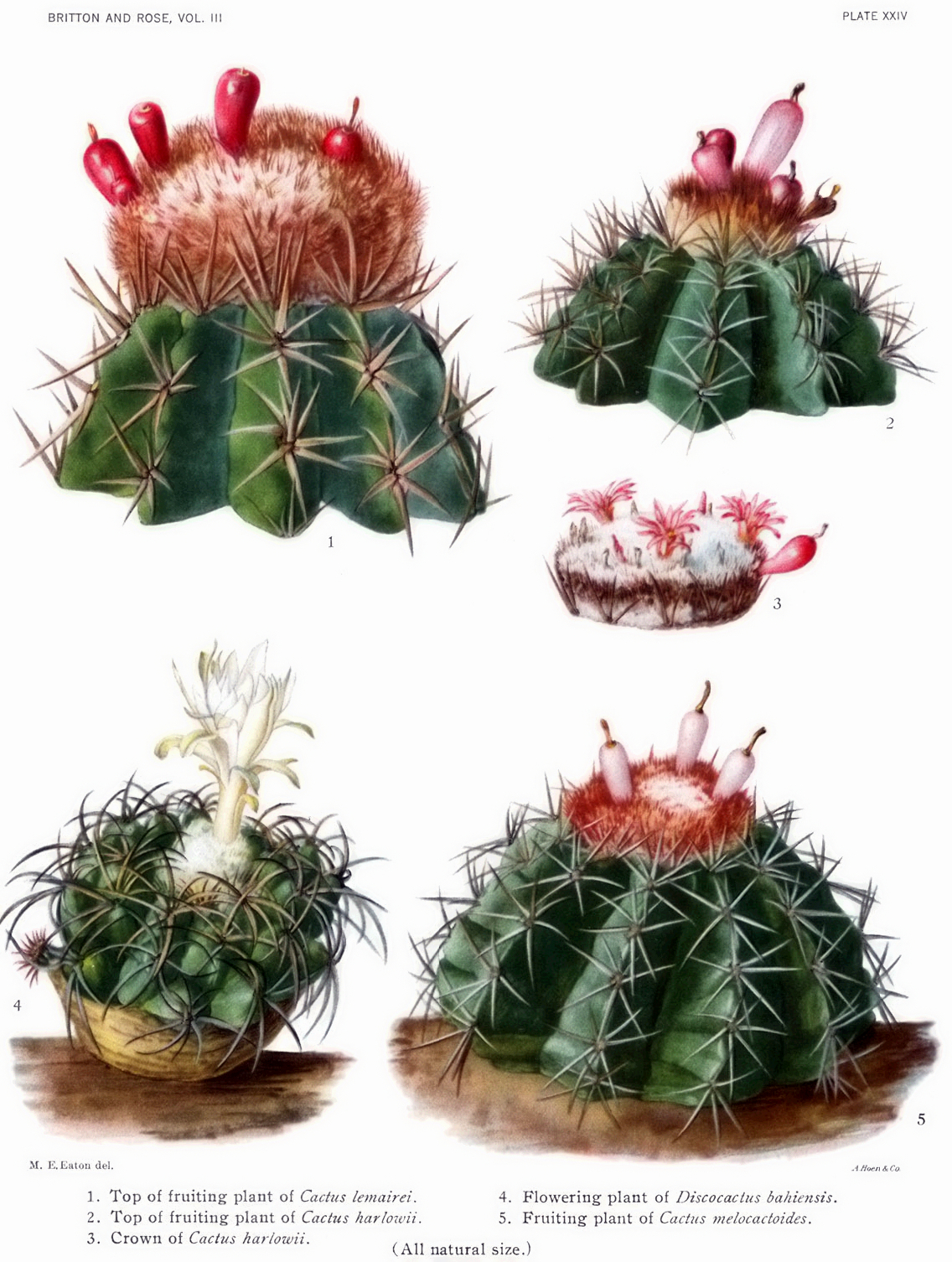
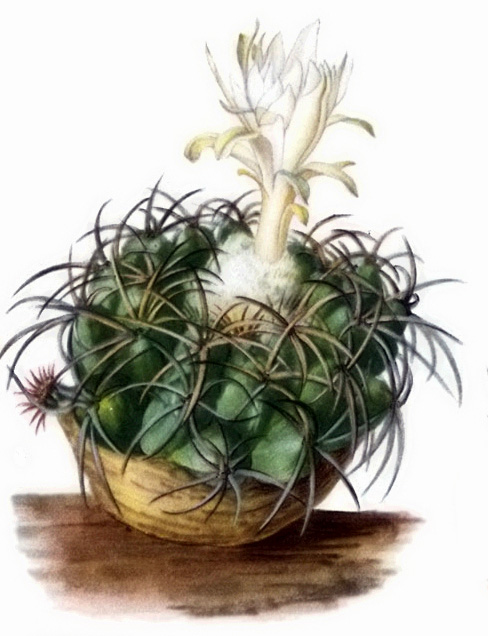